# アウトメドーン

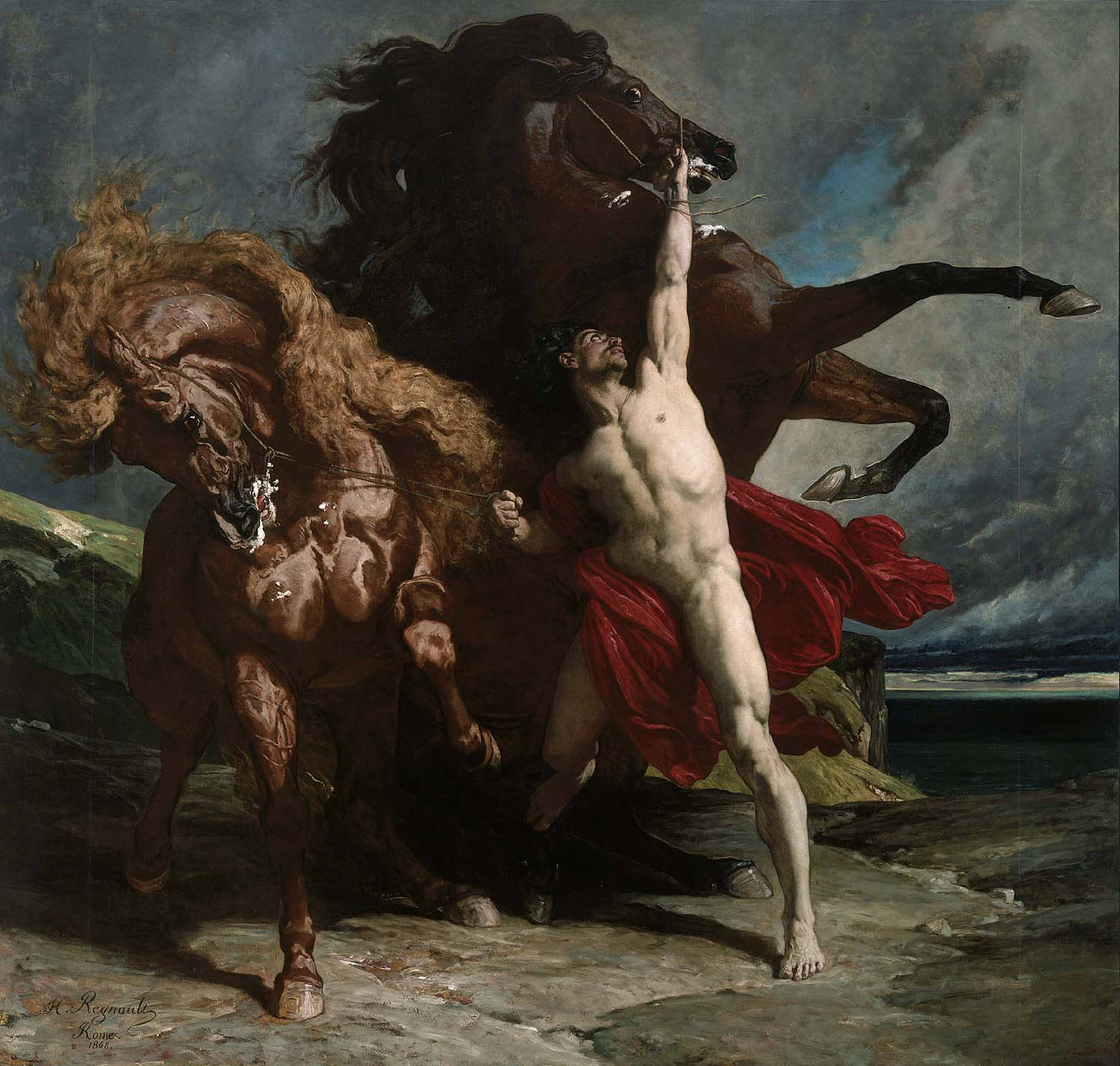
アンリ・ルニョーの1868年の絵画『アウトメドーンとアキレウスの馬』。ボストン美術館所蔵。

アウトメドーン（古希: Αὐτομέδων, Automedon）は、ギリシア神話の人物である。長母音を省略してアウトメドンとも表記される。ディオーレースの子。アキレウスの戦車の御者であり、パトロクロスからはアキレウスに次いで大事にされていた。トロイア戦争ではスキューロス島の軍勢10隻を率いて参加した。

## 神話
アウトメドーンはギリシア軍の窮状を見かねたパトロクロスがアキレウスの武具をまとって出陣する際、アキレウスの不死の馬クサントスとバリオス、およびペーダソスを戦車につないだ。そしてパトロクロスの戦車の御者として出陣し、パトロクロスの数々の戦功を支えた。パトロクロスがヘクトールに討たれた後は不死の馬を御することができずに、馬たちが走るままに戦列を離れたが、そのおかげで追いすがるヘクトールから逃れることができた。アウトメドーンはアキレウスが討たれたと思って悲しむ馬たちをなかなかなだめることができずにいたが、大神ゼウスが馬たちに力を吹き込んだため、再び戦列に加わって戦った。しかし馬を御しながら槍を振るわなければならなかったため、敵を討つことができなかった。そこにミュルミドーン勢の同僚のアルキメドーンが現れたため、彼に手綱を預けて自ら槍を振るって戦った。ヘクトールとアイネイアースがアキレウスの不死の馬に気づいて奪わんとしたときは、メネラーオスと大アイアース、小アイアースに呼びかけて守ってもらいつつ、アトレスを討ち取り、ヘクトールの投じた槍を躱してアレトスの武具を奪った。パトロクロス死後、アウトメドーンはアルキモスとともにアキレウスによって特に重用された。アキレウスの死後はネオプトレモスの御者を務めた。